# Kleine Zeitung
Il Kleine Zeitung è un quotidiano regionale austriaco fondato a Graz nel 1904. Viene pubblicato in Stiria, in Carinzia e nel Tirolo Orientale.

## Storia
La testata è stata fondata nel 1904 dalla Katholischer Preßverein. Il primo numero uscì il 22 novembre dello stesso anno. Il giornale ha una linea politica vicina al centro-destra ed è di proprietà della Styria Media Group AG, editore anche di altre importanti quotidiani austriaci come la Die Presse. Oltre alle due redazioni principali di Graz e Klagenfurt, la Kleine Zeitung conta su diciotto redazioni locali distribuite sui territori di Stiria, Carinzia e Tirolo Orientale.